# Breedbuikgroefbij
De breedbuikgroefbij (Lasioglossum lativentre) is een vliesvleugelig insect uit de familie Halictidae. De wetenschappelijke naam van de soort is voor het eerst geldig gepubliceerd in 1853 door Schenck.